# Glen Alan Chadwick
Glen Alan Chadwick (* 17. Oktober 1976 in Ōpunake) ist ein ehemaliger Radrennfahrer mit neuseeländischem und australischem Pass.
Glen Alan Chadwick begann seine Karriere 2001 bei dem belgischen Radsport-Team Landbouwkrediet-Colnago. Gleich in seinem ersten Jahr konnte er die Gesamtwertung der Ronde van Luik für sich entscheiden. Nach zwei Jahren wechselte er nach Taiwan zum Giant Asia Racing Team. Hier konnte er in seinem ersten Jahr die Tour de Korea und die Peking-Rundfahrt gewinnen. 2005 fuhr er ein Jahr für das australische Continental Team Cyclingnews.com. Nach zwei Jahren (2006, 2007) beim US-amerikanischen Professional Continental Team Navigators Insurance, fuhr Chadwick 2008 für Team Type 1 und 2009 für Rock Racing. Ab Juli 2010 fuhr er für das australische Team Budget Forklifts.

## Erfolge
2000
- eine Etappe und Gesamtwertung Tasmanien-Rundfahrt

2003
- Gesamtwertung Tour de Korea
- Gesamtwertung Peking-Rundfahrt

2005
- Gesamtwertung Tour du Jura

2007
- Neuseeländischer Meister – Einzelzeitfahren
- zwei Etappen Tour de Beauce

2008
- Gesamtwertung Vuelta Mexico
- Tour of Arkansas

2009
- eine Etappe Vuelta a Asturias
- eine Etappe Vuelta a Colombia

## Teams
- 2001–2002 Landbouwkrediet-Colnago
- 2003–2004 Giant Asia Racing Team
- 2005 Cyclingnews.com
- 2006–2007 Navigators Insurance
- 2008 Team Type 1
- 2009 Rock Racing
- 2010 Rock Racing (bis 30. Juni)
- 2010 Budget Forklifts (ab 1. Juli)
- 2011 PureBlack Racing